# Lagoa Vermelha
Lagoa Vermelha este un oraș în Rio Grande do Sul (RS), Brazilia.